# Bazouges-la-Pérouse
Bazouges-la-Pérouse é uma comuna francesa na região administrativa da Bretanha, no departamento Ille-et-Vilaine. Estende-se por uma área de 57,38 km². Em 2010 a comuna tinha 1 859 habitantes (densidade: 32,4 hab./km²).